# لئونارد لاپین
لئونارد لاپین (استونیایی: Leonhard Lapin؛ زادهٔ ۲۹ دسامبر ۱۹۴۷ - درگذشته ۲۸ فوریه ۲۰۲۲) معمار و شاعر اهل استونی بود.